# XY … Sicherheitscheck
XY … Sicherheitscheck war die Nachfolgesendung von Vorsicht Falle!. Es war ein Servicemagazin, in dem vor Methoden der Trickbetrüger gewarnt wurde. Wie bei Aktenzeichen XY … ungelöst spielten ausschließlich professionelle Schauspieler (unter anderem auch bekannte Fernsehstars wie Anne Stegmann, Martina Schütze, Patricia Lueger) die Rollen der Täter und Opfer. Die Sendung wurde in den Jahren 2004 und 2005 insgesamt zwölf Mal samstagnachmittags ausgestrahlt. Die letzte Folge lief am 25. Juni 2005.